# Lolo - Giù le mani da mia madre
Lolo - Giù le mani da mia madre (Lolo) è un film francese del 2015 diretto da Julie Delpy.

## Trama
Violette, una maniaca del lavoro parigina di 40 anni con una carriera nel settore della moda, si innamora di un appassionato di computer di campagna di Biarritz, Jean-René, mentre è in vacanza in spa con la sua migliore amica, la promiscua Ariane. Jean-René si trasferisce a Parigi per stare con Violette e incontra il suo giovane figlio adulto, Eloi, che porta ancora il nome infantile Lolo. Lolo è un artista autodidatta e sua madre lo sostiene completamente. Lolo sembra accogliere il nuovo amore di sua madre, ma si mette in moto subdolamente per devastare la loro relazione.
Lolo, un parassita che vuole che l'universo di sua madre sia centrato su di lui, inizia il suo gioco quando nulla sembra turbare il rapporto della coppia. Pianta un virus nel software appena codificato di Jean per una banca; l'esecuzione del software sul sistema dell'acquirente infetta l'intera rete e Jean-René viene arrestato.
Jean-René avverte Violette che tutti questi incidenti sono causati da Lolo e che ha trovato prove di ciò nel diario di lui. Più tardi, alla truculenta mostra d'arte di Lolo, la figlia di Ariane rivela a sua madre la serie di sforzi di Lolo per sabotare la vita amorosa di Violette, e Ariane lo riferisce a Violette. Jean-René ristabilisce la sua reputazione risolvendo il problema al sistema informatico della banca e ottiene un incarico in azienda.
Violette affronta Lolo con i fatti che ha appreso, ma Lolo cerca di ricattarla emotivamente. Alla fine Violette taglia il cordone emotivo con Lolo e si trasferisce con Jean-René. Lolo fa fatica ad adattarsi alla sua nuova vita senza la presenza della madre. Più tardi Violette si rende conto che Jean-René potrebbe anch'egli trovarsi ad affrontare dei problemi con sua figlia Sabine, come Violette stessa con suo figlio.

## Distribuzione
In Italia il film è stato distribuito nelle sale dal 1º settembre 2016.